# Botiga Nova
La Botiga Nova és una obra modernista de l'Hospitalet de Llobregat (Barcelonès) protegida com a Bé Cultural d'Interès Local.

## Descripció
Aquest edifici es construí sota la influència de la Secessió vienesa. És un edifici entre mitgeres amb planta baixa, on es troba la botiga, i un pis, on hi ha la vivenda. Els dos pisos estan separats per un balcó corregut amb una gran volada i una barana de ferro. L'immoble sobresurt una mica de l'edifici de un dels costats així que fa una cantonada. El pis superior està decorat amb ceràmica de colors verd, groc i vermell, com unes motllures horitzontals, una a mitja alçada i altre a la part superior, o els guardapols de les tres obertures. En el gir de la cantonada, que està arrodonida, hi ha un gran plafó ceràmic que sobresurt per la part superior de la façana, a sota té esgrafiada la data "1912" i altre plafó de ceràmica.

## Història
Una de les primeres obres del Ramon Puig i Gairalt, la va construir l'any 1912.